# Thaida
Thaida is een spinnengeslacht uit de familie Austrochilidae.

## Soorten
De volgende soorten zijn bij het geslacht ingedeeld:
- Thaida chepu Platnick, 1987
- Thaida peculiaris Karsch, 1880